# Christoph Meier
Christoph Meier (Vaduz, 3 de janeiro de 1993) é um nadador liechtensteinense.
Ele competiu nos Campeonato Mundial de Esportes Aquáticos de 2015 e nos Jogos Olímpicos de Verão de 2016 no Rio de Janeiro. Meier terminou em oitavo na bateria e em vigésimo segundo no total, com um tempo de 4:19.19 segundos, o que estabeleceu um recorde nacional, mas não o qualificou para as finais. Além disso, ele foi o porta-bandeira na cerimônia de encerramento.